# 特維格縣 (喬治亞州)
特維格縣（英語：Twiggs County）是美國喬治亞州中部的一個縣。面積940平方公里。根據美國2000年人口普查，共有人口10,590人。縣治傑斐遜維爾（Jeffersonville）。
成立於1809年12月14日。縣名紀念美國獨立戰爭時期將領約翰·特維格。